# Bencsik János (politikus, 1985)
Bencsik János (Békéscsaba, 1985. június 21. –) magyar történész, pedagógus, újságíró, politikus. 2009–2020 között a Jobbik Magyarországért Mozgalom tagja, 2019-től a párt országgyűlési képviselője és budapesti elnöke, 2020-tól független országgyűlési képviselő. A Polgári Válasz alapító tagja, 2020–2022 között elnöke.

## Életpályája
Az Andrássy Gyula Gimnáziumban érettségizett magyar nyelv és irodalom tagozaton, emellett elvégezte a Bartók Béla Szakgimnázium és Alapfokú Művészeti Iskola klasszikus gitár szakát. Tanulmányait 2004-ben az Eötvös Loránd Tudományegyetem Bölcsészettudományi Karán folytatta, ahol előbb kommunikációelméleti, majd történész- és történelemtanár-diplomát szerzett.
Az egyetemen részt vett a kari hallgatói érdekképviseletben mint a Művészetelméleti és Médiakutatási Intézet képviselője, elnökségi tagként pedig a külhoni, hátrányos helyzetű és fogyatékkal élő hallgatók esélyegyenlőségéért volt felelős.
2010 és 2013 között a barikad.hu hírportál újságírója volt, emellett az Országgyűlés Hivatalában a Jobbik-frakciónál dolgozott sajtóreferensként. 2013 és 2018 között külhoni és külügyi ügyekben segíti a képviselőcsoport munkáját. 2015 és 2018 között a Magyar Szív – Magyar Szó Alapítvány kuratóriumi elnöke. 
Felsőfokú nyelvvizsgával rendelkezik angol és német nyelvből. 

## Politikai pályája
2009-től 2020 februárjáig a Jobbik Magyarországért Mozgalom tagja, a Nemzetpolitikai Kabinet alelnökeként koordinálta a párt Kárpát-medencei és nyugat-európai csoportjainak megalakítását. 2010 és 2015 között az erzsébetvárosi alapszervezet alelnöke, 2015-től a pesterzsébeti alapszervezet és a Pesterzsébetet és Kispest egy részét magába foglaló Budapest 16. számú egyéni választókerület elnöke. 2018-ban a Budapest 16. számú egyéni választókerület képviselőjelöltjeként indult az országgyűlési választáson, de egyéni mandátumot nem szerzett. 2019-ben a Jobbik budapesti elnökévé választották, majd a párt országos listájáról bekerülve Szávay István mandátumát vette át az Országgyűlésben. 2020. február 19-én bejelentette, kilép a Jobbikból, és független képviselőként dolgozik tovább.
2020. december 4-én három politikus társával megalapította a Polgári Válasz mozgalmat. 2022. szeptember 4-én a küldöttek Aczél Dánielt választották a párt elnökének.
2022 novemberében az ötödik Orbán-kormány torontói főkonzullá nevezte ki, azonban Kanadától szélsőjobboldali múltja miatt nem kapott vízumot és ezért nem tudta elfoglalni a posztját. 2025-ben a koppenhágai nagykövetség elsőbeosztott diplomatája volt.

## Magánélete
Nős, három gyermeke van: Emma (2013), Zalán (2015) és Abigél (2019).